# Daubentonia robusta
El aye-aye gigante (Daubentonia robusta) es una especie de primate estrepsirrino que se extinguió hace menos de 1000 años; era próximo al aye-aye.
En 2007, los restos conocidos de esta especie eran 4 incisivos, una tibia y material postcraneal.
Fósiles de esta especie han sido encontrados al este y sureste de Madagascar fuera de las zonas en las que habita el aye-aye, animal al que se cree que era muy similar morfológicamente, sólo que 2-2,5 veces más grande basándose en las medidas de una mandíbula y del incisivo.